# Cycas chamaoensis
Cycas chamaoensis là một loài thực vật hạt trần trong họ Cycadaceae. Loài này được K.D.Hill mô tả khoa học đầu tiên năm 1999.